# 山口常光
山口 常光（やまぐち つねみつ、1894年（明治27年）5月25日 - 1977年（昭和52年）1月30日）は、日本の陸軍軍人、指揮者、クラリネット奏者。最終階級は陸軍軍楽少佐。陸軍戸山学校軍楽隊長、初代警視庁音楽隊長。

## 経歴
明治27年（1894年）、長崎県壱岐郡香椎村勝本浦（現・壱岐市勝本町勝本浦）に生まれる。大正元年（1912年）陸軍戸山学校軍楽科に入学してクラリネットで軍楽隊生活に入り、大正9年（1920年）東京外国語学校（現・東京外国語大学）仏語科卒業。昭和5年（1930年）からフランスに留学し、ギャルド・レピュブリケーヌ吹奏楽団で軍楽隊の演奏法、指揮法を身につける。その後ドイツにも留学する。昭和15年（1940年）第1回全日本吹奏樂競演會 紀元二千六百年奉祝 集團音楽大行進並大競演會（現全日本吹奏楽コンクール）の審査員を務める。昭和17年（1942年）戸山学校軍楽隊長。昭和18年（1943年）には軍楽部では最高位である陸軍軍楽少佐となる。
戦後は禁衛府皇宮衛士総隊奏楽隊長、NHK吹奏楽団長を経て、昭和23年（1948年）から昭和32年（1957年）まで初代警視庁音楽隊長。昭和35年（1960年）相愛女子大学教授。昭和42年（1967年）から昭和43年（1968年）まで日本吹奏楽指導者協会(JBA)初代会長、昭和43年（1968年）JBAアメリカ吹奏楽視察団団長。昭和52年（1977年）、逝去。長崎県壱岐市勝本町湯本支所に銅像がある。

## 著書
- 『陸軍軍楽隊史』
- 『吹奏楽教本』
- 『目で見る吹奏楽百年史』
- 『日本ラッパ史』

## 作曲
- 幻想曲「喜悦」(第3回大日本吹奏樂大会 舞台演奏 喇叭鼓隊 課題曲)[1]